# Клод Орлеанская
Клод Мари́я А́гнес Катери́на Орлеа́нская (фр. Claude Marie Agnès Catherine; род. 11 декабря 1943, Лараш) — французская принцесса из Орлеанского дома; дочь претендента на французский престол принца Генриха, графа Парижского и Изабеллы Орлеан-Браганса; бывшая супруга принца Амедео Савойского, герцог Аостского, претендента на итальянский престол.

## Биография
Принцесса Клод родилась в Лараше, Марокко, в доме своей бабушки по линии отца Изабеллы Орлеанской. Её отцом был претендент на французский престол Генрих, граф Парижский, сын Жана, герцога де Гиз и потомок короля Луи Филиппа I. Мать — бразильская принцесса Изабелла Орлеан-Браганса, старшая дочь претендента на бразильский престол дона Педро де Алькантара, принца Грао-Пара, и чешской графини Елизаветы Добрженской де Добрженич. В семье всего было одиннадцать детей, включая претендента на престол принца Генриха. Детство и юность принцесса провела близ Лиссабона, где у родителей было имение.
Своего будущего мужа принцесса Клод встретила на свадьбе принца Хуана Карлоса Испанского и принцессы Софии Греческой, в мае 1962 года в Афинах. Амедео был единственным ребёнком принца Аймоне, герцога Аостского и короля Хорватии в 1941—1943 годах, и Ирины Греческой. 4 октября 1963 года они объявили о своей помолвке. На момент свадьбы принц Амедео был студентом Военно-морского колледжа в Венеции, где учился и его отец.Свадьба состоялась 22 июля 1964 года, в португальском городе Синтра, недалеко от Лиссабона, через месяц после запланированного срока из-за того, что бывший король Италии Умберто II, один из гостей на свадьбе, не оправился от операции. На свадьбе присутствовало 300 гостей, среди которых принц Хуан Карлос с супругой Софией, ставшие в 1975 году королём и королевой Испании. После брака и до развода Клод именовалась «Её Королевское Высочество герцогиня Аостская».
Амадей и Клод разъехались 20 июня 1976 года. 26 апреля 1982 года они получили гражданский развод, а 8 января 1987 года Трибунал Священной Римской Роты разорвал брак церковно.  После развода она утратила итальянский титул герцогини Аостской, приняв титул по рождению, «Её Королевское Высочество принцесса Клод Орлеанская, принцесса Французская».
Амадей вступил в брак во второй раз с Сильвией Патерно ди Спедалотто. 
Клод после выходила замуж дважды: в 1982 году за Арнальдо Ла Каньиной (развод в 1996 году) и в 2006 году за Энрико Гандольфи.

## Дети
От брака с Амедео Савойским, герцогом Аостским родилось трое детей:
- принцесса Бья́нка Ире́на О́льга Еле́на Изабе́лла Фиоре́нца Мари́я Саво́йская (род. 02.04.1966) — вышла замуж в 1988 году за графа Гильбе́рто Тибе́рто Карбоне́лло Мари́ю Арривабе́не Вале́нти Гонза́га, 5 детей:
  - Виола Арривабе́не Вале́нти Гонза́га (род. 31 мая 1991)
  - Вера Арривабе́не Вале́нти Гонза́га (род. 18 августа 1993)
  - Мафальда Арривабе́не Вале́нти Гонза́га (род. 27 декабря 1997)
  - Маддалена Арривабе́не Вале́нти Гонза́га (род. 24 апреля 2000)
  - Леонардо Арривабе́не Вале́нти Гонза́га (род. 5 октября 2001)
- принц Аймо́не Умбе́рто Эмануэ́ль Филлибе́рто Луи́джи Амеде́о Еле́на Мари́я Фиоре́нцо Саво́йский (род. 13.10.1967) — герцог Апулийский, женат на принцессе О́льге Гре́ческой, дочери принца Михаила Греческого и Датского, и Марины Кареллы, имеют двух сыновей и дочь:
  - принц Умберто Пьемонтский (род. 7 марта 2009)
  - принц Амадео, герцог Абруцци (род. 24 мая 2011)
  - принцесса Изабелла Савойская-Аостская (род. 14 декабря 2012)
- принцесса Мафа́льда Джова́нна Шамс Мари́я Фиоре́нца Изабе́лла Саво́йская (род. 20.09.1969) — вышла замуж за первый раз в 1994 году за дона Алеса́ндро Ру́ффо-ди-Кала́брия-Сантапа́у ди Принси́пи ди Палаццо́ло, племянника королевы Бельгии Паолы, развелись в 2000 году, детей не имели; во второй раз вышла в 2001 году замуж за Франче́ско Ферра́нте Ка́рло Наполео́не, 10-го барон Ломба́рдо ди Сан-Кирико,внука известного итальянского композитора Карло Ломбардо, имеют сына и двух дочерей:
  - Анна Ломба́рдо ди Сан-Кирико (род. 11 апреля 2002)
  - Карло Ломба́рдо ди Сан-Кирико (род. 28 января 2003)
  - Елена Ломба́рдо ди Сан-Кирико (род. 10 марта 2004)